# Pepper Keenan
Pour les articles homonymes, voir Keenan.

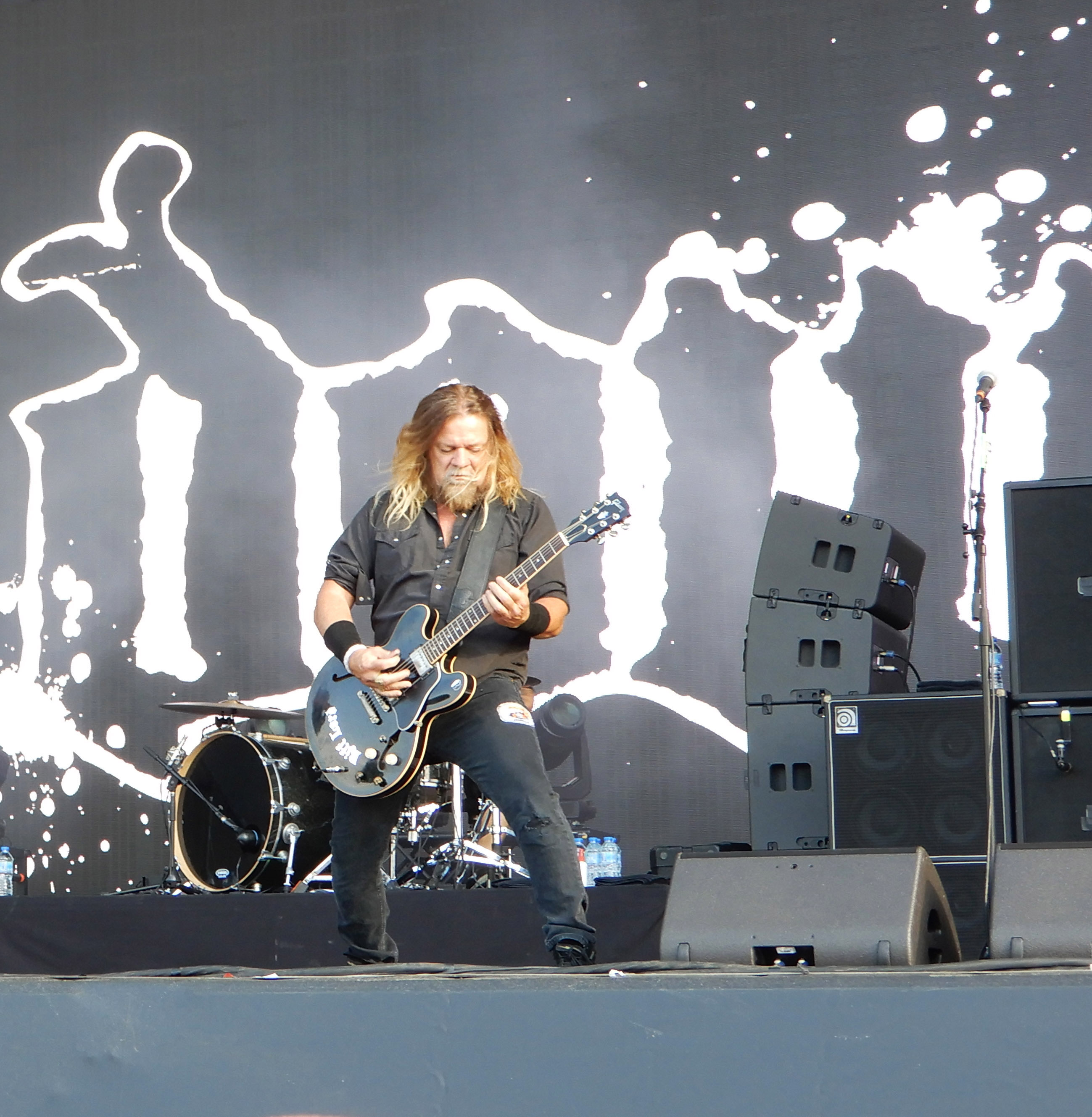
Pepper Keenan au Hellfest 2022

Pepper J. Keenan est né le 8 mai 1967 à Oxford dans le Mississippi mais vit à La Nouvelle-Orléans. Il est le guitariste et chanteur du groupe de heavy metal Corrosion of Conformity ainsi que guitariste du groupe Down qui comprend aussi entre autres Phil Anselmo (ex-Pantera) ainsi que Kirk Windstein (crowbar)

## Biographie
Keenan nait à Oxford dans le Mississippi, son père, ancien musicien, est un évaluateur immobilier local en Nouvelle-Orléans. Passant toute sa jeunesse en Nouvelle-Orléans, il se met à la guitare très tôt grâce à son père, et rejoint le groupe Graveyard Rodeo. Durant leurs concerts dans la région, il se lie d'amitié avec les membres du groupe Corrosion of Conformity et rejoint finalement le groupe au début des années 1990, en tant que second guitariste. Après le départ de Karl Angell en 1993, Keenan se voit alors offrir l'occasion d'être le chanteur du groupe.
En 1995, alors que COC est en hiatus indéfiniment, Keenan forme le groupe Down avec Phil Anselmo, chanteur du groupe Pantera, Kirk Windstein et Todd Strange, guitariste et bassiste de Crowbar, ainsi que Jimmy Bower, guitariste de Eyehategod.
Pepper est un ami du leader de Metallica James Hetfield, ce qui lui a permis de chanter l'un des couplets de la chanson "Tuesday's gone" une reprise de Lynyrd Skynyrd sur l'album Garage Inc. de Metallica.
Keenan auditionna pour la place vacante de bassiste du groupe Metallica après le départ de Jason Newsted, on peut d'ailleurs le voir dans le dvd "Some Kind of Monster". À propos de cette audition, Pepper expliqua : "si j’avais rejoint Metallica je n’aurai plus été Pepper Keenan, je serai simplement devenu le bassiste de Metallica".  mais il en reste que selon Pepper "pour moi ça a été une expérience incroyable, jouer Master Of Puppets avec Metallica". 
Tout comme son ami Hetfield, il partage la même passion de la restauration de voitures et de motos, il est de plus fan de NASCAR. D'ailleurs Hetfield apparait sur une des chansons de l'album Wiseblood de Corrosion of Conformity. Pepper est aussi un grand fan de Black Sabbath ainsi que de ZZ Top et Led Zeppelin.
De plus à ses moments perdus, Pepper restaure sa maison, son bar ou les maisons de ses amis dans les environs de La Nouvelle-Orléans, qui fut dévastée par l'ouragan Katrina.
Pepper et Phil Anselmo sont amis depuis l'enfance.
Keenan tient un bar nommé « Le Bon Temps Roule » à La Nouvelle-Orléans.

## Équipement
Guitares
- ESP Custom Shop Vipers
- ESP Custom Shop Baritone Viper
- Gibson ES-335

Amplis
- Mesa Boogie 50 Caliber Heads
- Mesa Boogie 4x12 Cabinets
- Marshall JCM800 2203 Heads
- Marshall 4x12 Cabinets

## Discographie
Avec Corrosion of Conformity:
- Blind, 1991.
- Deliverance, 1994.
- Wiseblood, 1996.
- America's Volume Dealer, 2000.
- Live, 2001.
- In the Arms of God, 2005.

Avec Down :
- Nola (1995)
- II: A Bustle in Your Hedgerow (2002)
- III: Over the Under (2007)

## Sources
1. ↑  Pepper Keenan sur le webzine StormBringer